# حق بشری دسترسی به آب و پساب‌زدایی
حق بشری دسترسی به آب و پساب‌زدایی (به انگلیسی: Human Right to Water and Sanitation)‏ (HRWS) اصلی است که تصدیق می‌کند آب آشامیدنی پاک و بهداشت در زندگی هر شخص ضروری است. این حق توسط مجمع عمومی سازمان ملل متحد در ۲۸ ژوئیه ۲۰۱۰ میلادی به عنوان یک حق بشری به رسمیت شناخته شد.
حق HRWS از طریق معاهدات، اعلامیه‌ها و سایر معیارهای حقوق بشری به عنوان قانون بین‌المللی به رسمیت شناخته شده‌است. برخی از مفسرین حق بشری آب را فراتر از قطعنامه مجمع عمومی، از ماده ۱۱٫۱ میثاق بین‌المللی حقوق اقتصادی، اجتماعی و فرهنگی (ICESCR) مشتق کرده و آن را تحت قانون بین‌المللی لازم‌الاجرا ساخته‌اند. سایر معاهدات که به صورت روشن HRWS را برسمیت می‌شناسند شامل کنوانسیون رفع هرگونه تبعیض علیه زنان (CEDAW) و کنوانسیون ۱۹۸۹ پیمان‌نامه حقوق کودک (CRC)، می‌باشند. اولین قطعنامه‌ها در مورد HRWS توسط مجمع عمومی سازمان ملل متحد و شورای حقوق بشر سازمان ملل متحد در ۲۰۱۰ میلادی تأیید گردید. از آن جایی که عدم رعایت بهداشت باعث کاهش کیفیت آب می‌شود، آن‌ها تأیید کردند که یک حق بشری بهداشت در رابطه با حق بشری آب وجود دارد، بنابر این مباحثات بعدی با تأکید بالای هردو حق ادامه یافت. در جولای ۲۰۱۰، قطعنامه ۶۴/۲۹۲ مجمع عمومی سازمان ملل متحد، حق بشری دریافت آب امن، ارزان، پاک و قابل دسترس و خدمات بهداشت را تأیید کرد. در جریان همان مجمع عمومی، پذیرفته شد که برای درک لذت زندگی و برخورداری از حقوق بشری، آب آشامیدنی امن، پاک و بهداشت به عنوان یک حق بشری تأیید شده‌است. پذیرش دسترسی به آب آشامیدنی امن، پاک و بهداشت به عنوان حق آزاد بشری در قطعنامه (۶۴/۲۹۲) مجمع عمومی باعث می‌شود تا در سطح جهانی دولت‌ها بالای آن کنترل داشته باشند. داشتن یک زندگی بارور و سالم زمانی میسر می‌شود که به صورت گسترده اهمیت دسترسی به آب قابل اطمینان، پاک و خدمات بهداشت برسمیت شناخته شود.
یک قطعنامه تجدید نظر شده سازمان ملل در ۲۰۱۵ میلادی مشخص کرد که این دو حق از هم جدا ولی مساوی اند.
واضح‌ترین تعریف حق بشری آب توسط کمیته حقوق اقتصادی، اجتماعی و فرهنگی سازمان ملل در ملاحظات کلی ۱۵، پیش‌نویس شده در ۲۰۰۲ میلادی صادر شده‌است. این تعریف یک تعبیر بدون الزام قانونی است که بر اساس آن دسترسی به آب یک شرط برای برخورداری از حق داشتن وضعیتی مناسب برای زندگی بوده و با حق رسیدن به بلندترین معیارهای سلامت گره خورده‌است، بنابراین یک حق بشری می‌باشد. این تعریف بیان می‌کند: «حق بشری دسترسی به آب همه را مستحق می‌داند تا برای استفاده شخصی و برای خانه آب کافی، امن، قابل قبول، قابل دسترس و مقرون به صرفه داشته باشند».
HRWS دولت‌ها را ملزم می‌سازد تا اطمینان حاصل کنند که مردم از آب و بهداشت با کیفیت، موجود، قابل قبول، قابل دسترس و مقرون به صرفه برخوردار باشند. مقرون به صرفه بودن آب یعنی محدوده قیمت آب تا حدی نباشد که کسی برای به دست‌آوردن آن مجبور شود تا از دسترسی به سایر کالاها و خدمات ضروری خودداری نماید. به طور کلی، قانون معمول برای مقرون به صرفه بودن آب این است که هزینه آن میان ۳ – ۵٪ عایدات خانوار باشد. قابل دسترس بودن آب مدت زمان، راحتی در دسترسی به منبع و ریسک‌های حین دسترسی به منبع آب را شامل می‌شود. آب باید برای تمام شهروندان قابل دسترس باشد، این یعنی آب نباید دورتر از ۱٬۰۰۰ متر یا ۳٬۲۸۰ فت یا در فاصله زمانی بیشتر از ۳۰ دقیقه باشد. موجودیت آب یعنی آیا منبع آب دارای مقدار مناسب آب، قابل اطمینان و پایدار است یا خیر. کیفیت آب دربرگیرندهٔ این است که آیا مصرف آب برای آشامیدن یا سایر فعالیت‌ها، امن است. برای قابلیت پذیرش آب، آب نباید دارای بو بوده و هیچ رنگی نداشته باشد.
ICESCR از کشورهای امضا کننده آن می‌خواهد تا به صورت تدریجی تمام حقوق بشری، شامل آب و بهداشت را بدست آورده و به آن احترام بگذارند. آن‌ها باید سریع و مؤثر کار کنند تا دسترسی را افزایش داده و خدمات در این بخش را بهبود بخشند.

## در زمینه بین‌المللی
برنامه نظارت مشترک تأمین آب و بهداشت WHO/UNICEF در سال ۲۰۱۵ میلادی گزارش داده‌اند که ۶۶۳ میلیون تن به منابع آب آشامیدنی بهبود یافته دسترسی نداشته و بیشتر از ۲٫۴ میلیارد تن از دسترسی به خدمات ابتدائی پساب‌زدایی محروم بوده‌اند. دسترسی به آب پاک یک مشکل بزرگ برای بیشتر بخش‌های جهان است. منابع قابل قبول شامل «نل‌های داخل خانه، پایپ‌های عامه، چاه‌های برمه‌ی، چاه‌های محافظت شده، چشمه‌های محافظت شده و تجمعات آب باران» می‌شود. گرچه که ۹ درصد نفوس دنیا از دسترسی به آب محروم هستند، «جاهایی هم وجود دارد که به صورت خاص از آب دور نگهداشته شده‌اند، هم‌چون آفریقای زیر صحرائی». سازمان ملل متحد، هم‌چنان تأکید دارد که «بخاطر امراض مرتبط با آب و بهداشت، در حدود ۱٫۵ میلیون طفل زیر سن ۵ سال سالانه جان شان را از دست داده و ۴۴۳ میلیون روز مکتب از دست می‌روند».

## حق دسترسی به آب در قوانین داخلی
بدون موجودیت یک ارگان بین‌المللی برای انفاذ حق بشری دسترسی به آب، این حق متکی به فعالیت‌های دادگاه‌های داخل کشور می‌شود. اساس این ایده، از طریق قانونی سازی حقوق اقتصادی، اجتماعی و فرهنگی (ESCR) با استفاده از یکی از دو روش ذیل ایجاد شده‌است: «اصول رهنمودی» که اهداف اند و اغلب قابل دادرسی نیستند؛ یا صراحتاً توسط دادگاه‌ها محافظت شده و انفاذ می‌شوند.

### نیوزیلند
در حال حاضر ESCR در نیوزیلند به صورت روشن نه توسط حقوق بشر نه هم توسط اعلامیه‌های حقوق، محافظت نشده‌است، بنابراین حق دسترسی به آب در آن‌جا توسط قانون قابل دفاع نیست. جامعه حقوق نیوزیلند اخیراً نشان داده‌است که این کشور حقوق اقتصادی، اجتماعی و فرهنگی را بیشتر مورد توجه قرار خواهد داد.

### ایالات متحده
در شهر «پیلچن وی. آوبورن، نیویورک» ، مادری به نام دیان پلچن در یک خانه گروی زندگی می‌کرد، صاحب خانه برای مدتی نتوانسته بود بل آب را بپردازد. شهر آوبورن مصارف صاحب خانه را به نام پلچن نوشته بود، زمانی که او نمی‌توانست بدهی‌ها را بپردازد، مکرراً خدمات آب او را بدون اطلاعیه می‌بستند و نتیجتاً خانه غیرقابل زندگی می‌شد. این شهر خانه را محکوم کرده و پلچن و فرزندش را به زور از خانه بیرون راندند. پروژه قانون تسهیلات عامه نیو یارک (PULP) در دادگاه از پلچن نمایندگی کرد. ادعای شهر آوبورن این بود که آب یک حق قانونی نیست چون آب‌های معدنی می‌توانند در عوض استفاده شوند، اما نامؤفق بودند و این ادعا توسط PULP یک ادعای یاوه و پوچ خوانده شد. در سال ۲۰۱۰، پلچن برنده دادگاه شده و حکم داده شد که بستن آب، نقض حقوق قانونی او است و بنابر تأخیر در پرداخت بل آب از سوی طرفی که با پلچن ربطی ندارد، نباید جریمه شده و آب بروی او قطع گردد.